# Medina Armino
Medina Deme Armino (22 oktober 1997) is een Ethiopische atlete, gespecialiseerd in de marathon.

## Persoonlijk record
| Afstand  | Tijd    | Datum          | Plaats |
| -------- | ------- | -------------- | ------ |
| Marathon | 2:26.12 | 5 januari 2020 | Xiamen |

## Palmares

### Marathon
- 2016: 4e Marathon van Beiroet - 2:49.26
- 2017:  Marathon van Mont-Saint-Michel - 2:45.09
- 2018:  Marathon van Treviso - 2:33.17
- 2018:  Marathon van Beiroet - 2:29.31
- 2019:  Marathon van Xiamen - 2:27.25
- 2019:  Marathon van Daegu - 2:28.11
- 2019: 7e Marathon van Ljubljana - 2:27.51
- 2020:  Marathon van Xiamen - 2:26.12
- 2022: 4e Marathon van Riyadh - 2:27.07
- 2022: 6e Marathon van Kaapstad - 2:36.01
- 2023:  Marathon van Deadgu 2:27.27
- 2023: 10e Marathon van Frankfurt - 2:27.54
- 2024:  Marathon van Hongkong - 2:28.47